# Huma-Num
 (juillet 2025).
Huma-Num est une infrastructure de recherche dédiée aux disciplines des lettres, sciences humaines et sociales (SHS) et aux humanités numériques financée et mise en œuvre par le Ministère de l'Enseignement supérieur et de la Recherche et portée par le Centre national de la recherche scientifique, Aix-Marseille université et le Campus Condorcet. Elle porte la participation de la France dans les infrastructures européennes DARIAH et CLARIN. Elle propose des services numériques pour les chercheurs et leurs programmes et anime un réseau de consortiums consacrés aux transformations apportées par le numérique dans les communautés des Lettres et des SHS. Créée en 2013, à l’initiative du CNRS, elle est issue de la fusion des infrastructures Adonis et Corpus-IR qui préexistaient depuis 2007 et 2011. Huma-Num est installée à Aubervilliers, à Paris, à Villeurbanne et dans plusieurs autres villes de France (MSH).

## Description
Huma-Num propose plusieurs niveaux d’organisation :
- Des consortiums disciplinaires[8] travaillant sur les enjeux du numériques pour leurs communautés de recherche dans les domaines des Lettres, des Sciences Humaines et Sociales et des archives scientifiques
- Des services numériques de base, de type DSI, permettant, via une authentification centralisé, un stockage des données via le Web ("ShareDocs" utilisant le logiciel commercial Filerun) et complété d'un dispositif de stockage de données distribué et décentralisé sur tout le territoire national français (réseau des “Huma-Num Box”[9]). Il est également proposé des outils d'organisation de la recherche : chatting, méthode d'organisation kan et agendas de projets, partage de code sous GitLab, éditeur d'URL courtes, traitement des documents dont Whisper[10], gestionnaire de base de données SQL (MariaDB et PostgreSQL, etc.)
- Des services numériques spécifiques autour d'outils pour la recherche en SHS (commerciaux ou libres) : Le Sphinx, R shiny, MaxQDA, TXM, ArcGis, Stylo[11], Heurist[12], etc.
- Des entrepôts de données pour les SHS : ArchéoGIS, COCCON[13], NAKALA[14], ArchéoGRID, etc. permettant le dépôt, la documentation et la diffusion de jeux de données pour la recherche. Certains de ces entrepôts de données permettent la conservation à long terme au sein du CINES[15] et sont labellisés par le ministère de la recherche dans le cadre du programme Recherche Data Gouv
- Un moteur de recherche et un assistant de veille sur les publications et les données SHS augmenté d'un réseau social académique : ISIDORE[16],[17]

## Directions
- Marc Renneville, DR CNRS (de 2013 à 2015) et Stéphane Pouyllau, IR CNRS (de 2013 à 2020)
- Olivier Baude, Professeur à l’Université Paris-Nanterre (depuis 2015)